# Dirka po Španiji 1989
Dirka po Španiji 1989 (špansko Vuelta a España 1989) je 44. izvedba dirke po Španiji, tritedenske moške cestne kolesarske etapne dirke. Začela se je 24. aprila v La Coruñi in končala 15. maja v Madridu. Sodelovalo je 189 kolesarjev iz 21-ih ekip. Rumeno majico je drugič osvojil Pedro Delgado (Reynolds), drugo mesto Fabio Parra (Kelme), tretje pa Óscar Vargas (Postobón–Manzana). Modro majico je osvojil Malcolm Elliott (Teka), pikčasto in belo majico Óscar Vargas, turkizno majico Ivan Ivanov (Alfa Lum–STM), rdečo majico pa Miguel Ángel Iglesias (Helios-Colchon CR).

## Ekipe
- AD Renting–W-Cup–Bottecchia
- Alfa Lum–STM
- BH
- Café de Colombia
- Caja Rural
- Carrera Jeans–Vagabond
- CLAS
- Helios-Colchon CR
- Histor–Sigma
- Kelme
- Lotus–Zahor
- Malvor–Sidi
- ONCE
- Postobón–Manzana
- Puertas Mavisa
- Reynolds
- RMO
- Seur
- Sicasal–Toreensse
- Teka
- Titanbonifica–Benotto

## Etape
| Etapa | Datum     | Štart/Cilj                                                 | Razdalja | Tip     | Tip                  | Zmagovalec                    |         |
| ----- | --------- | ---------------------------------------------------------- | -------- | ------- | -------------------- | ----------------------------- | ------- |
| 1     | 24. april | La Coruña – La Coruña                                      | 21 km    |         |                      | Marnix Lameire (BEL)          |         |
| 2     | 25. april | A Coruña – Santiago de Compostela                          | 222 km   |         |                      | Joaquín Hernández (ESP)       |         |
| 3a    | 26. april | Vigo – Vigo                                                | 35 km    |         | ekipni kronometer    | Caja Rural                    |         |
| 3b    | 26. april | Vigo – Ourense                                             | 105 km   |         |                      | Malcolm Elliott (GBR)         |         |
| 4     | 27. april | Orense – Pontevedra                                        | 163 km   |         |                      | Roberto Pagnin (ITA)          |         |
| 5     | 28. april | La Bañeza – Béjar                                          | 260 km   |         |                      | Eddy Planckaert (BEL)         |         |
| 6     | 29. april | Béjar – Ávila                                              | 195 km   |         |                      | Luc Suykerbuyk (NED)          |         |
| 7     | 30. april | Avila – Toledo                                             | 165 km   |         |                      | Massimo Ghirotto (ITA)        |         |
| 8     | 1. maj    | Toledo – Albacete                                          | 226 km   |         |                      | Stefano Allocchio (ITA)       |         |
| 9     | 2. maj    | Albacete – Gandia                                          | 194 km   |         |                      | Reimund Dietzen (FRG)         |         |
| 10    | 3. maj    | Gandia – Benicàssim                                        | 219 km   |         |                      | Herminio Díaz Zabala (ESP)    |         |
| 11    | 4. maj    | Vinaròs – Lleida                                           | 182 km   |         |                      | Malcolm Elliott (GBR)         |         |
| 12    | 5. maj    | Lleida – Cerler                                            | 190 km   |         |                      | Pedro Delgado (ESP)           |         |
| 13    | 6. maj    | Benasque – Jaca                                            | 164 km   |         |                      | Mathieu Hermans (NED)         |         |
| 14    | 7. maj    | Jaca – Zaragoza                                            | 166 km   |         |                      | Mathieu Hermans (NED)         |         |
| 15    | 8. maj    | Ezcaray – Valdezcaray                                      | 23 km    |         | posamični kronometer | Pedro Delgado (ESP)           |         |
| 16    | 9. maj    | Haro – Santoña                                             | 193 km   |         |                      | Peter Hilse (FRG)             |         |
| 17    | 10. maj   | Santoña – Lagos de Covadonga                               | 225 km   |         |                      | Álvaro Pino (ESP)             |         |
| 18    | 11. maj   | Cangas de Onís – Valgrande-Pajares                         | 152 km   |         |                      | Ivan Ivanov (URS)             |         |
| 19    | 12. maj   | León – Valladolid                                          | 157 km   |         |                      | Mathieu Hermans (NED)         |         |
| 20    | 13. maj   | Valladolid – Medina del Campo                              | 42 km    |         | posamični kronometer | Pedro Delgado (ESP)           |         |
| 21    | 14. maj   | Collado Villalba – Palazuelos de Eresma (Destillerias DYC) | 187 km   |         |                      | Alberto Camargo (COL)         |         |
| 22    | 15. maj   | Palazuelos de Eresma (Destilerias DYC) – Madrid            | 179 km   |         |                      | Jean-Pierre Heynderickx (BEL) |         |
|       | Skupaj    | Skupaj                                                     | 3656 km  | 3656 km | 3656 km              | 3656 km                       | 3656 km |

## Končna razvrstitev
| Legenda | Legenda                                           | Legenda | Legenda                                               |
| ------- | ------------------------------------------------- | ------- | ----------------------------------------------------- |
|         | Predstavlja vodilnega v skupnem seštevku          |         | Predstavlja vodilnega po točkah                       |
|         | Predstavlja vodilnega v gorski razvrstitvi        |         | Predstavlja vodilnega v šprintih                      |
|         | Predstavlja vodilnega v kombinacijski razvrstitvi |         | Predstavlja vodilnega v razvrstitvi mladih kolesarjev |

### Rumena majica
| Poz. | Kolesar              | Ekipa             | Čas         |
| ---- | -------------------- | ----------------- | ----------- |
| 1    | Pedro Delgado        | Reynolds          | 93h 01' 47s |
| 2    | Fabio Parra          | Kelme             | + 35s       |
| 3    | Óscar Vargas         | Postobón–Manzana  | + 3' 09s    |
| 4    | Federico Echave      | BH                | + 3' 24s    |
| 5    | Álvaro Pino          | BH                | + 4' 28s    |
| 6    | Ivan Ivanov          | Alfa Lum–STM      | + 5' 00s    |
| 7    | Iñaki Gastón         | Kelme             | + 7' 24s    |
| 8    | Pedro Saúl Morales   | Kelme             | + 7' 59s    |
| 9    | Jean Claude Bagot    | RMO               | + 8' 23s    |
| 10   | Luc Suykerbuyk       | Lotus–Zahor       | + 9' 44s    |
| 11   | Angel Ocana Perez    | Lotus–Zahor       | + 12' 08s   |
| 12   | Martín Ramírez       | Café de Colombia  | + 12' 18s   |
| 13   | Carlos Jaramillo     | Postobón–Manzana  | + 12' 41s   |
| 14   | Jaanus Kuum          | Alfa Lum–STM      |             |
| 15   | José Martín Farfán   | Café de Colombia  |             |
| 16   | Jesús Blanco Villar  | Seur              |             |
| 17   | Héctor Patarroyo     | Postobón–Manzana  |             |
| 18   | Pello Ruiz Cabestany | ONCE              |             |
| 19   | Gerardo Moncada      | Postobón–Manzana] |             |
| 20   | Marino Lejarreta     | Caja Rural        |             |
| 21   | Enrique Aja Cagigas  | Teka              |             |
| 22   | Javier Murguialday   | BH                |             |
| 23   | Jon Unzaga Bombin    | Seur              |             |
| 24   | Eduardo Chozas Olmo  | ONCE              |             |
| 25   | Didier Virvaleix     | Histor–Sigma      |             |